# Prisomera
Prisomera is een geslacht van Phasmatodea uit de familie Phasmatidae. De wetenschappelijke naam van dit geslacht is voor het eerst geldig gepubliceerd in 1835 door Gray.

## Soorten
Het geslacht Prisomera omvat de volgende soorten:
- Prisomera asperum (Brunner von Wattenwyl, 1907)
- Prisomera auscultator (Bates, 1865)
- Prisomera canna (Haan, 1842)
- Prisomera cyllabacum (Westwood, 1859)
- Prisomera ignava (Brunner von Wattenwyl, 1907)
- Prisomera mimas (Westwood, 1859)
- Prisomera nodosum Günther, 1938
- Prisomera obsolefactum Günther, 1935
- Prisomera spinicollis Gray, 1835
- Prisomera spinosissimum (Brunner von Wattenwyl, 1907)